# Diritto internazionale penale
Il diritto internazionale penale è una branca del diritto internazionale volta a proibire e sanzionare un crimine ritenuto tale a livello internazionale.

## Descrizione
Quale requisito di perseguibilità, a differenza dei delitti internazionali (che restano nell'esclusivo ambito della responsabilità collettiva dello Stato, di cui l'autore è rappresentante), per questi gravissimi crimini (contro la pace, contro l'umanità, di guerra, genocidi) la comunità internazionale chiama direttamente gli autori a risponderne.

## Procedura
Le modalità di questa risposta variano nei secoli, a seconda del sistema processuale decentrato o accentrato di accertamento dei fatti: esso, ultimamente, è andato incentrandosi sui tribunali ad hoc o le Corti internazionali.
Il fatto che il titolare della rappresentanza o direzione di uno Stato (o di altro ente dotato di soggettività internazionale) compia un crimine internazionale - diventandone responsabile personalmente e non potendosi farsi scudo della sovranità dello Stato inadempiente - lo assoggetta ad una giurisdizione "universale".
Quest'ultima ha anch'essa registrato un'evoluzione: ai suoi esordi, si trattava di un processo che l'organo dello Stato sconfitto in guerra subiva ad opera dello Stato captor: così avvenne a Norimberga ed a Tokyo. Successivamente - ed in relazione a crimini internazionali che venivano in rilievo al Consiglio di sicurezza delle Nazioni Unite nell'ambito della sua competenza ex capo VII della Carta - si è proceduto alla costituzione del Tribunale penale internazionale per l'ex-Jugoslavia e del Tribunale penale internazionale per il Ruanda.
Infine, nel 1998 è stato aperto alla firma lo Statuto di Roma, a seguito del quale nel 2002 ha iniziato a funzionare la Corte penale internazionale.

## Fonti consuetudinarie e fonti pattizie
La possibilità di perseguire i pirati in alto mare, sancita dalle convenzioni internazionali contro la pirateria del secolo XIX, è considerata oramai diritto consuetudinario, così come il “diritto di inseguimento” in alto mare.
Il diritto pattizio più recente ha ulteriormente esteso la categoria dei comportamenti delittuosi dei privati rilevanti sotto il profilo della cooperazione penale internazionale, accrescendo gli strumenti a disposizione degli Stati per reprimere questi gravi fenomeni di illecito: si possono citare il trattato contro la schiavitù, quello contro il crimine di apartheid, la serie di convenzioni contro la pirateria aerea e contro il terrorismo internazionale, la convenzione contro la tortura, ecc.
Tali previsioni restano di rango pattizio e vincolano solo gli Stati parte ma, paradossalmente, sono assai più solide nel loro ingresso nell'ordinamento nazionale degli Stati: le relative fattispecie penali, infatti, sono definite con precisione in testi scritti e, in qualche modo, rispettano - mercé l'autorizzazione alla loro ratifica recata per legge approvata dal Parlamento - la riserva di legge che nelle Costituzioni moderne copre la previsione di nuovi reati. 
Al contrario, la più generale previsione di crimini internazionali - ad opera di consuetudini internazionali - si è prestata ad obiezioni in merito alla minore determinatezza della fattispecie incriminatrice ed alla legalità formale della relativa procedura.
La definizione dei crimini internazionali ad opera della codificazione degli elements of crime - contenuta all'articolo 8 dello Statuto di Roma - ha ovviato a questo secondo problema, visto che il relativo trattato internazionale è stato ratificato dai Parlamenti degli Stati membri e contiene una determinazione delle singole fattispecie assai precisa: essa è stata ulteriormente definita dalla giurisprudenza della Corte penale internazionale, che da quel trattato è stata istituita.